# Calle Herrajes
La Calle Herrajes es una calle ubicada en la zona monumental de la ciudad del Cusco, Perú. Junto con las calles San Agustín, Palacio y Pumacurco forma uno de los ejes que recorren de sur a norte lo que fue el casco incaico de la ciudad, comunicando el centro de la misma (el antiguo Huacaypata y actual Plaza de Armas) con la zona de Limacpampa donde se iniciaba el camino inca que comunicaba a la capital imperial con el Collasuyo. 
Desde 1972 la vía forma parte de la Zona Monumental del Cusco declarada como Monumento Histórico del Perú. Asimismo, en 1983 al ser parte del casco histórico de la ciudad del Cusco, forma parte de la zona central declarada por la UNESCO como Patrimonio Cultural de la Humanidad. y en el 2014, al formar parte de la red vial del Tawantinsuyo volvió a ser declarada como patrimonio de la humanidad.

## Historia
La vía corresponde al trazado urbano realizado durante el imperio de los incas siendo una vía importante por cuanto comunica la zona de Limacpampa hasta el cerro Saqsayhuamán y el Colcampata. Su importancia entonces se debía a que desde la zona de Limacpampa partía el camino que conducía al Collasuyo que se corresponde con los territorios del actual departamento de Puno, Bolivia y el Norte Argentino. Esta vía constituía el ingreso más directo hacia el centro de la ciudad ya que la otra vía paralela que cruzaba frente al Qoricancha se encontraba, durante el incanato, prohibida al paso de la mayoría de las personas.
En su lado oriental se levanta uno de los solares más antiguos de la ciudad y que actualmente aloja al actual Museo de Arte Religioso del Cusco que desde 1966 funciona en el Palacio Arzobispal del Cusco. Se desconoce el momento en que se inició la construcción de este edificio pero se entiende que, debido a que tres de sus cuatro muros exteriores (los correspondientes a las calles Hatun Rumiyoq e Inca Roca) son de las principales muestras de arquitectura incaica, este solar debió ser un edificio de primer orden dentro del Cusco antiguo. Asimismo, se conoce que el soberano Inca Roca (cuyo reinado se dio aproximadamente entre 1350 y 1380) construyó su palacio en este solar. Luego de la conquista del Cusco y la fundación española de la ciudad, el palacio fue vivienda del primer obispo del Cusco, Vicente de Valverde.

#### Libros y publicaciones
- Angles Vargas, Víctor (1983). Historia del Cusco Cusco Colonial Tomo II Libro Segundo. Lima: Industrialgrafica S.A.

- Datos: Q107522943
- Multimedia: Calle Herrajes / Q107522943